# レジアーネ・ビディアス
レジアーネ・ビディアス（Regiane Bidias、1986年10月2日 - ）は、ブラジルの女子バレーボール選手。ポジションはアウトサイドヒッター。元ブラジル代表。

## 来歴
- クラブチーム

サンパウロ出身。2004年、レクソーナ・アデスに入団。同チームには13年在籍し、ブラジル・スーパーリーガでは10回の優勝を果たした。南米クラブ選手権では4回のタイトルを獲得した。また、世界クラブ選手権には3回出場し2014年大会では準優勝した。2017年6月、ポーランドのŁKSコマースコン・ウッチへ移籍することが発表され、2018/19シーズンのオーレンリーガでは優勝へ導いた。2019年7月、イタリアのWealth Planet Perugia Volleyへ移籍し、2019/20シーズンはセリエA1リーグに参戦した。2020年9月、ポーランドのKS Pałac Bydgoszczへの移籍が発表され、1年間プレーした。2021年7月、ポーランドのUNI・オポーレへ加入し、2021/22シーズンのタウロンリーガでは7位となった。2022年8月、#VolleyWrocławへ移籍し、2022/23シーズンのタウロンリーガでは7位となった。2023年6月、BKSスタル・ビェルスコ＝ビャワに入団し、2023/24シーズンはポーランドカップで優勝、タウロンリーガでは3位となった。2024年6月に同チームを退団し、ŁKSコマースコン・ウッチへ5年ぶりに復帰することが発表された。
- 代表チーム

アンダーカテゴリーの代表として2002年、U-18南米選手権で金メダルを獲得。2003年、U-19世界選手権で銅メダルを獲得した。2004年、U-20南米選手権で金メダルを獲得し、大会MVPに選ばれた。2005年、世界ジュニア選手権で金メダルを獲得した。2007年、シニア代表に初選出され、パンアメリカン競技大会でデビューした。同年8月のワールドグランプリに出場した。2009年、モントルーバレーマスターズに出場した。同年のパンアメリカンカップ、ワールドグランプリにも出場し金メダルを獲得した。2011年、ユニバーシアードゲームズに出場し金メダルを獲得し、MVPに選ばれた。

## 所属クラブ
- レクソーナ・アデス（2004-2017年）
- ŁKSコマースコン・ウッチ（2017-2019年）
- Wealth Planet Perugia Volley（2019-2020年）
- KS Pałac Bydgoszcz（2020-2021年）
- UNI・オポーレ（2021-2022年）
- #VolleyWrocław（2022-2023年）
- BKSスタル・ビェルスコ＝ビャワ（2023-2024年）
- ŁKSコマースコン・ウッチ（2024-）